# Château de Seissan
Le château de Seissan est un château construit vers le XIIIe siècle et situé  à Seissan (Gers).

## Description
La tour de plan carré, mesurant 5,80 m de côté et 24 m de haut, est bâtie en moyen appareil fait de moellons de molasse bien taillés formant des assises régulières jusqu’à mi-hauteur où les moellons utilisés deviennent irréguliers. Ce changement traduit une reprise bien visible entre le premier et le deuxième étage sur la façade occidentale. Au rez-de-chaussée de la tour, la pièce voûtée en berceau était accessible par une trappe pratiquée dans la voûte avant qu’une porte ne soit ouverte sur la façade est permettant de communiquer directement avec le rez-de-chaussée de la salle. A ce niveau, l’épaisseur des murs atteint 1,75 m. Seul un jour ouvert sur la façade nord permettait d’aérer cette pièce. Alors que le rez-de-chaussée était réservé au stockage, les étages pouvaient avoir une fonction résidentielle comme en témoigne l’existence de latrines au deuxième étage. Du côté sud, un jour chanfreiné vers l’intérieur éclairait chaque étage dont les planchers reposaient sur des retraits du mur. Un bâtiment communal, accolé à la façade orientale de la tour, a remplacé l’ancien logis seigneurial. Les arrachements visibles sur cette façade montrent que le logis comprenait un étage unique alors que la tour comporte cinq niveaux.

## Histoire
Le castrum de Seissan est cité en 1266 lorsque l’abbé de Faget, qui en est le seigneur, accepte de le placer sous la protection du comte d’Astarac Bernard II, en conférant à ce dernier les avantages de seigneur paréager. Le château seigneurial occupe le centre de l’enceinte fortifiée.
En 1759, l’abbé de Faget demande la démolition du logis à M. d’Etigny l’intendant d’Auch en raison de son état : « Le château étoit autrefois l'habitat de celui qui étoit pourvu de l’abbaye de Faget, seigneur de l’endroit. Il est inhabitable et délabré, au point qu’il n’y reste plus que deux ou trois chambres qui menacent ruine, et quelques greniers le tout en très mauvais état ». Les abbés avaient alors fait bâtir le château abbatial de Faget-Abbatial pour remplacer le château de Seissan devenu inutile. Bien que la demande soit acceptée, l’intendant d’Auch précise que le droit des habitants de recevoir une collation dans le château par l’abbé le jour de la Toussaint devra être respecté, pouvant expliquer la conservation de la tour, symbole de pouvoir seigneurial des abbés de Faget.
Le cadastre de 1761 montre cependant qu’au XVIIIe siècle cette structure féodale était encore pour l’essentiel demeurée intacte, sous le nom de "château".
Les façades et toitures du château sont inscrites au titre des monuments historiques depuis 15 mars 1973.